# Ericabatrachus baleensis
Ericabatrachus baleensis é uma espécie de anfíbio da família Petropedetidae. É a única espécie do género Ericabatrachus.
É endémica da Etiópia.
Os seus habitats naturais são: regiões subtropicais ou tropicais húmidas de alta altitude e rios.
Está ameaçada por perda de habitat.